# Ceriagrion varians
Ceriagrion varians – gatunek ważki z rodziny łątkowatych (Coenagrionidae).